# Almog
Almog (en hebreo: אלמוג) es un asentamiento israelí y un kibutz ubicado en la Gobernación de Jericó, en Cisjordania (Palestina). El kibutz se encuentra cerca de la costa noroeste del mar Muerto, en el valle del Jordán, y según el sistema administrativo de Israel, que ocupa estos territorios desde 1967, está bajo la jurisdicción del Concejo Regional de Meguilot. En 2017, su población era de 250 habitantes. La comunidad internacional considera que los asentamientos israelíes en la Cisjordania ocupada son ilegales según el derecho internacional, en tanto que suponen una violación de la Cuarta Convención de Ginebra, pero el gobierno israelí no está de acuerdo con esta afirmación.

## Historia
Según la organización ARIJ, en 1977 el Estado de Israel confiscó 524 dunams (52,4 hectáreas) de terreno de la aldea palestina de Nabi Musa para construir la colonia de Almog. Inicialmente fue establecido como un asentamiento de la Brigada Nahal. Almog se convirtió en un kibutz en 1979. El asentamiento fue nombrado en honor a Yehuda Kopolevitz Almog, un pionero de la tercera aliyá sionista, que fundó la industria minera de potasa que más tarde se convirtió en la empresa Dead Sea Works ubicada cerca de Sodoma. En la década de 1930, Almog fue uno de los fundadores del cercano kibutz Beit HaArava.[cita requerida]

## Economía
El kibutz tiene una casa de invitados y un spa. En los terrenos del kibutz hay un pequeño museo que muestra las copias de los manuscritos encontrados en Qumran. El kibutz mantiene varios cultivos experimentales para la exportación.[cita requerida]